# Archéologie spatiale
L'archéologie spatiale est une approche spécifique de l'archéologie utilisant des images satellites ou photos aériennes, afin de trouver des indices sur les sites perdus de civilisations disparues,. Elle peut aussi faire appel à d'autres moyens de télédétection (par exemple l'imagerie infrarouge).
L'utilisation des techniques de télédétection permet aux archéologues de découvrir des données uniques, qui sont impossibles à obtenir en utilisant les techniques traditionnelles de fouilles archéologiques.

## Techniques
Les techniques employées peuvent utiliser l'imagerie satellite ou la photographie aérienne ou la combinaison des deux.
- Imagerie satellite
  - Télédétection par laser (Lidar)
  - Ondes radio par Radar à synthèse d'ouverture (RSO)
  - Géodésie détection par InSAR

- Photographie aérienne
  - Scanner à résolution (en) (TIMS)
  - Photographie infrarouge
  - Radar à micro-ondes
  - etc.

Les méthodes géophysiques utilisant le radar à pénétration de sol ainsi que le magnétomètre sont également utilisées pour l'imagerie archéologique, bien que celles-ci sont parfois considérées comme touchant plus à la télédétection, et leur utilisation est généralement considérée comme une discipline à part entière.

## Exemples d'applications régionales

### Égypte
Dr Sarah Parcak utilise des satellites qui ont été initialement conçus pour l'armée pour tenter de découvrir les colonies perdues, des tombeaux et des pyramides dans les sables du nord du delta du Nil en Égypte,,.

### Italie
Sarah Parcak tente d'éclairer l'énigme de Portus au temps de la Rome antique, et de comprendre la localisation du grand port de commerce ainsi que son organisation (et l'emplacement du phare légendaire de Portus).